# Warren Covington
Warren Covington (Philadelphia, 7 augustus 1921 - New York, 24 augustus 1999) was een Amerikaanse jazz-trombonist, bigband-leider en arrangeur.
Covington speelde op jonge leeftijd bij Isham Jones (1939) en, in het begin van de jaren veertig, Les Brown en Gene Ames. Hierna werd hij muzikant bij CBS-radio. In de periode 1946-1947 had hij een band, The Commanders, en vanaf 1950 was hij actief in het orkest van Tommy Dorsey. Na Dorsey's overlijden in 1956 nam hij de leiding over van diens band en speelde hiermee tot in de jaren zeventig. In die periode scoorde het orkest verschillende hits, waaronder "Tea for Two Cha Cha", dat meer dan een miljoen exemplaren verkocht. 
Covington begeleidde in zijn carrière onder meer Peggy Lee, Bobby Short, Randy Weston, Bobby Hackett, George Benson (op diens bigband-platen), Yusef Lateef en Astrud Gilberto. Tevens was hij betrokken bij filmsoundtracks.

## Discografie (selectie)
- Tricky Trombones, Decca, 1960
- Hey There (met Tommy Dorsey Orchestra, eind jaren vijftig), Montpellier, 2010